# جيمس ماركوس هاني
جيمس ماركوس هاني (بالإنجليزية: James Marcus Haney)‏ هو مصور أمريكي، ولد في 7 أبريل 1988 في آبلاند في الولايات المتحدة.

## وصلات خارجية
- جيمس ماركوس هاني على موقع IMDb (الإنجليزية)
- جيمس ماركوس هاني على موقع روتن توميتوز (الإنجليزية)
- جيمس ماركوس هاني على موقع تيرنر كلاسيك موفيز (الإنجليزية)
- جيمس ماركوس هاني على موقع أول موفي (الإنجليزية)
- جيمس ماركوس هاني على موقع قاعدة بيانات الفيلم (الإنجليزية)
- جيمس ماركوس هاني على موقع كينوبويسك (الروسية)